# Florus (cognom romà)
Florus (en llatí: Florus) fou un cognom romà emprat sobretot a l'època de l'Imperi. Florus en llatí significa 'florit'.
Destaquen els personatges següents:
- Gai Aquil·li Florus, cònsol el 259 aC
- Juli Florus, poeta romà, amic d'Horaci
- Gessi Florus, governador de Judea cap a l'any 64
- Publi Anni Florus i Luci Anneu Florus, probablement la mateixa persona, orador, retòric i historiador romà, autor de l'Epítom d'història romana
- Gai Sedaci Florus, jurista i funcionari gal actiu el segle ii al Port dels Namnetes
- Domici Florus, senador romà del segle iii